# Nauta (album)
Nauta è il primo album del gruppo musicale italiano Caboto, pubblicato nel 2001.

## Tracce
1. Afterland
2. Take Off And Drift
3. Samsa
4. Krill
5. A Kind Of Blue Baobab
6. Beforeland

## Formazione
- Marcello Petruzzi - basso
- Stefano Passini - batteria
- Alessandro Gallarani - chitarra
- Nazim Comunale - pianoforte, voce

### Produzione
- Gabriele Branca - masterizzazione
- David Lenci - ingegneria del suono